# Eutrepsia primulina
Eutrepsia primulina là một loài bướm đêm trong họ Geometridae.